# Erythrocles taeniatus
Erythrocles taeniatus is een straalvinnige vissensoort uit de familie van emmelichtiden (Emmelichthyidae). De wetenschappelijke naam van de soort is voor het eerst geldig gepubliceerd in 1992 door Randall & Rivaton.